# Hockey Novara
El Hockey Novara es un club de hockey sobre patines de la localidad italiana de Novara.
Fue fundado en septiembre de 1924 con el nombre de Hockey Club Victoria y en febrero de 1925 renombrado como Club de Hockey Novara.
El club ha jugado con regularidad en la máxima categoría del hockey sobre patines en Italia. Al final de la temporada 2008-2009, la Federación italiana (FIHP) relegó al club al descenso debido a la falta de actividad juvenil regular. El equipo, aunque mantenía su afiliación a la Federación, ya no disputó ninguna liga debido a la falta de fondos. Más tarde, durante la temporada 2010-2011, el propietario del Hockey Novara Massimo Rapetto contrató la marca histórica Hockey Novara para el equipo de gestión de Roller 3000 Novara. En 2011 cesó la afiliación de Hockey Novara con la FIHP, y esta operación significó el fin del club más triunfante del hockey sobre patines en Italia hasta enero de 2021, cuando se reafilió a FISR con su histórico nº 4.
En la actualidad sigue siendo el equipo más laureado de Italia, al haber conseguido un total de 32 ligas italianas, 20 copas de Italia y 3 copas de la liga.
Sus éxitos deportivos más sobresalientes a nivel internacional han sido la consecución de las copas de la Cers de 1984-85 (vs. Cerdanyola), 1991-92 (vs. Igualada) y 1992-93 (vs. Thiene).

## Palmarés nacional
- 32 Ligas de Italia: (1930, 1931, 1932, 1933, 1934, 1936, 1946, 1947, 1949, 1950, 1958, 1959, 1969, 1970, 1971, 1972, 1973, 1974, 1975, 1977, 1984-85, 1986-87, 1987-88, 1992-93, 1993-94, 1994-95, 1996-97, 1997-98, 1998-99, 1999-00, 2000-01, 2001-02) (récord)
- 20 Copas de Italia: (1966, 1967, 1969, 1970, 1972, 1976, 1985, 1986, 1987, 1988, 1993, 1994, 1995, 1996, 1997, 1998, 1999, 2000, 2001, 2002) (récord)
- 3 Copas de la liga (1999, 2000, 2001) (récord)

## Palmarés internacional
- 3 Copas de la CERS: (1984-85, 1991-92, 1992-93)